# 1951 en chimie
Cet article présente les faits marquants de l'année 1951 en chimie.

## Évènements
- Avril : Linus Pauling, Robert Corey et Herman Branson publient la structure secondaire des protéines en hélice alpha déduite grâce à la cristallographie par rayon X[1],[2],[3].
- 8 mai : DuPont de Nemours lance le Dacron, une des premières fibres de polyester[4].

- 28 mai : le biochimiste américain Oliver H. Lowry soumet sa procédure de dosage des protéines pour publication[5].
- Mai : Linus Pauling et Robert Corey  publient la structure secondaire des protéines en feuillet beta[6].
- 31 août : deux chercheurs de l'université d'Indiana (Bloomington), Joseph C. Muhler et Harry G. Day publient leurs recherches sur le fluorure stanneux et ses effets dans la prévention des caries[7].
- 15 octobre : synthèse de la noréthistérone, le composé actif principal de la pilule contraceptive, par le chimiste mexicain Luis Miramontes, Carl Djerassi et George Rosenkranz, pour Syntex à Mexico[8].
- Le biochimiste américain Oliver H. Lowry (en) crée la méthode de Lowry[9]. C'est une méthode de dosage colorimétrique des protéines. Elle est essentiellement basée sur la méthode du biuret. L'article originel est l'un des articles de recherches les plus cités de l'histoire[10],[11].

## Prix
- Prix Nobel de chimie : Edwin McMillan et Glenn Theodore Seaborg pour leurs découvertes dans la chimie des éléments transuraniens[12].
- Médaille Garvan-Olin : Katharine Burr Blodgett[13]
- Prix Ernest-Guenther : Edgar Lederer[14]
- ACS Award in Pure Chemistry : John C. Sheehan (en)[15]
- Médaille Priestley : E. J. Crane (en)[16],[17],[18]
- Médaille Davy : Eric Rideal (en) pour ses contributions remarquables à la chimie des surfaces[19],[20].
- Claude S. Hudson Award in Carbohydrate Chemistry : William D. Horne[21]
- Médaille William-H.-Nichols : Henry Eyring[22]

## Naissances
- 9 décembre : Christian Amatore, chimiste français.
- Denise Houphouët-Boigny, universitaire et diplomate ivoirienne et française[23].

## Décès
- 25 juin : William Dittmar (né en 1859), chimiste allemand.